# مارتي هيرست

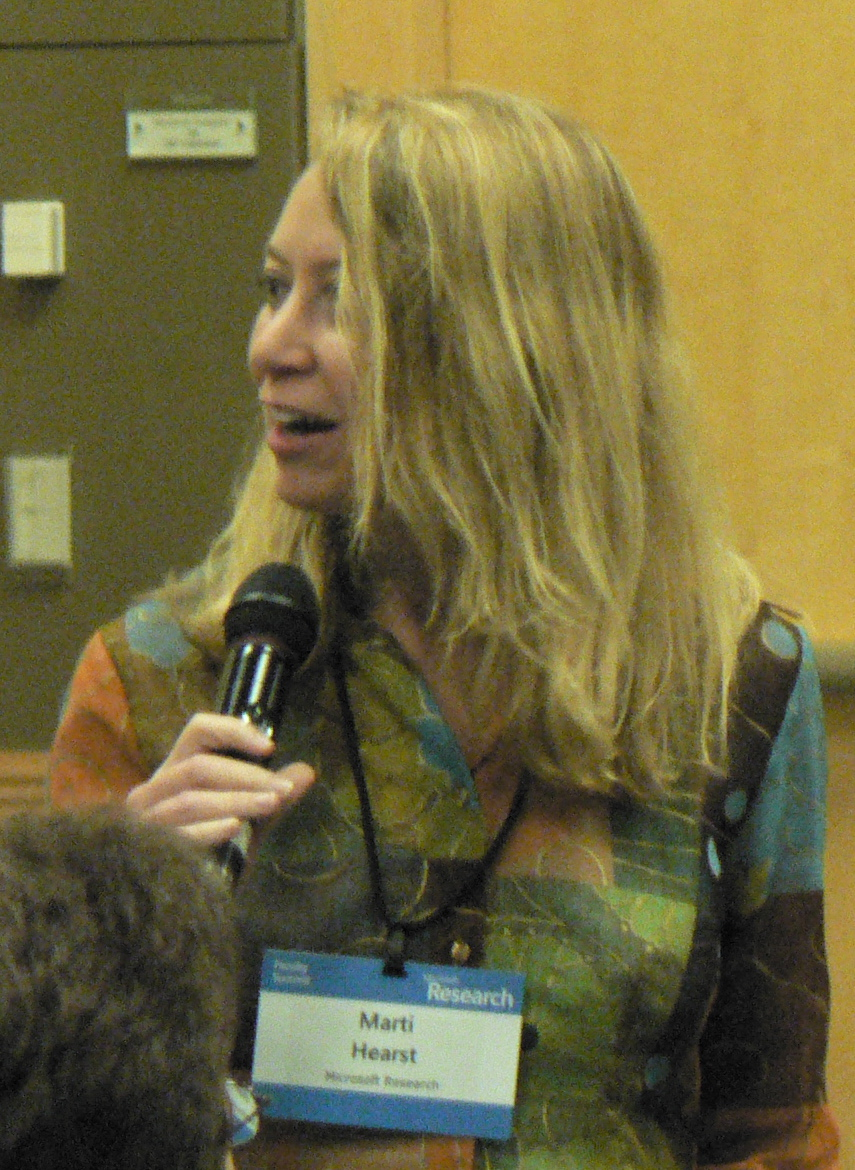
هيرست في عام 2008

مارتي هيرست هي أستاذة في كلية الإعلام في جامعة كاليفورنيا في بيركلي. ركَّزت في عملها منذ وقت مبكر على اللغويات الحاسوبية بما في ذلك
تحليل المشاعر، وفك التباس دلالة الكلمة. اخترعت خوارزمية أصبحت تُعرف باسم "أنماط هيرست" حيث تُركز الخوارزمية على تصحيح الإملاء والأخطاء النحوية، كما تعمل على إنتاج النص في مرحلته الأخيرة بجودة عالية وخالية من الأخطاء وكانت قد جربتها في وقت مبكر على وردنت. هذه الخوارزمية تُستخدم على نطاق واسع في نصوص الإعلانات التجارية كما تُستخدم في تطبيقات التعدين وفي التطبيقات التعليمية أيضا. تُطور هيرست أيضا خوارزميات وتقنيات ذكاء تعمل على توقع الكلمات وتجزئة النص من أجل سهولة التعامل معه من خلال تقنية ونهج يُعرف باسم تيكست تيلينغ (بالإنجليزية:  TextTiling)‏.
ركزت هيرست في بحوثها أيضا على واجهات المستخدم في محركات البحث وتحليل البيانات الكبيرة والضخمة. حيث عملت في وقت مبكر من مسيرتها على واجهات المستخدم وعلى تحسين طرق البحث وتحسين العثور على الأخبار والمعلومات من خلال إنشاء استعلام بات يُعرف اليوم باسم TileBars. لها مشروع بحثي عُرف على نطاق واسم حيث تقوم فيه بتعليم نهج البحث وكيفية تصفح المواقع والعثور على المعلومات بسهولة تامة. ألفت كتاباً عن موضوع البحث وواجهات المستخدم في جامعة كامبريدج سيتي عام 2009.
هيرست مؤسسة مساهمة وكاتبة وعضوة في قاموس التراث الأمريكي للغة الإنجليزية، وكانت قد حصلت على درجة البكالوريوس، الماجستير ثم الدكتوراه في علوم الكمبيوتر من جامعة يو سي وفي عام 2013 أصبحت زميلة في رابطة مكائن الحوسبة.